# Педерсен, Карл Альфред
Карл Альфред Педерсен (норв. Carl Alfred Pedersen; 5 мая 1882, Кристиания — 25 июня 1960, Осло) — норвежский гимнаст и легкоатлет, призёр летних Олимпийских игр.
Сначала вместе со своей гимнастической командой победил на неофициальных Олимпийских играх 1906 в Афинах и занял восьмое место в тройном прыжке, однако полученные на соревнованиях награды не признаются Международным олимпийским комитетом, так как Игры прошли без его согласия.
На Играх 1908 в Лондоне участвовал только в командном первенстве, в котором его сборная заняла второе место.
Через четыре года выступал за норвежскую сборную на Олимпиаде 1912 в Стокгольме. В соревновании по шведской системе его команда заняла третье место.
Помимо этого, является чемпионом Норвегии в прыжке в длину (1904, 1905 и 1907) и в прыжке в высоту (1905).